# Tibor Debreceni
Tibor Debreceni (* 19. September 1946 in Csepel; † 13. April 2023 in Budapest) war ein ungarischer Radrennfahrer und nationaler Meister im Radsport.

## Sportliche Laufbahn
Debreceni war im Straßenradsport aktiv und Teilnehmer der Olympischen Sommerspiele 1972 in München. Im olympischen Straßenrennen wurde er beim Sieg von Hennie Kuiper als 64. klassiert. Im Mannschaftszeitfahren kam der ungarische Vierer mit Tibor Debreceni, Imre Géra, József Peterman und András Takács auf den 7. Rang.
1972 siegte er in der nationalen Meisterschaft im Einzelzeitfahren. Auch im Kriterium holte Debreceni den Titel. Insgesamt gewann er während seiner Laufbahn siebzehn nationale Titel. Er war mehrfacher Teilnehmer bei den Straßenradsport-Weltmeisterschaften.
1973 gewann er eine Etappe der Algerien-Rundfahrt. Im Etappenrennen Csepel-Cup war er 1976 und 1977 erfolgreich. Die Internationale Friedensfahrt fuhr er viermal. 1973 wurde er 42., 1975 86., 1977 91., 1972 schied er aus. Er startete bis 1978 für den Verein Csepel SC. Danach machte er ein Diplom als Trainer am Fortbildungsinstitut der Hochschule für Sport und arbeitete als Trainer in der Fahrradabteilung des Sportvereins Tipográfia.